# Leif Hansson
Leif Anders Valfrid Hansson (ur. 18 marca 1946 w Ystad) – szwedzki kolarz szosowy, brązowy medalista mistrzostw świata.

## Kariera
Największy sukces w karierze Leif Hansson osiągnął w 1973 roku, kiedy wspólnie z Lennartem Fagerlundem, Svenem-Åke Nilssonem i Tordem Filipssonem zdobył brązowy medal w drużynowej jeździe na czas na mistrzostwach świata w Barcelonie. W tej samej konkurencji Szwedzi z Hanssonem w składzie zajęli też między innymi ósme miejsce na mistrzostwach świata w Leicester w 1970 roku, a podczas rozgrywanych pięć lat później mistrzostw świata w Yvoir był siódmy w wyścigu ze startu wspólnego amatorów. W 1972 roku wystartował na igrzyskach olimpijskich w Monachium, gdzie w drużynie był szósty, a wyścigu ze startu wspólnego nie ukończył. Na rozgrywanych cztery lata później igrzyskach w Montrealu wystąpił tylko w wyścigu indywidualnym, ale ponownie nie ukończył rywalizacji. Wielokrotnie zdobywał medale mistrzostw krajów nordyckich, w tym cztery złote. Kilkakrotnie zdobywał też medale mistrzostw Szwecji, w tym złoty w drużynowej jeździe na czas w 1971 roku.